# Victimae paschali laudes
Victimae paschali laudes (Chválu velikonoční oběti) je sekvence předepsaná římskokatolickou církví při mši pro dny velikonočního oktávu (osm dní po svátku Zmrtvýchvstání Páně). Zpravidla bývá připisována Wipovi Burgundskému, kaplanovi císaře Konráda II. Sálského, pochází z 11. století.
Jde o jednu z mála sekvencí, které jsou používány dodnes. Po Tridentském koncilu byly v misálu zachovány pouze čtyři sekvence, Veni Sancte Spiritus, Lauda Sion, Dies Irae a právě Victimae paschali laudes (později bylo přidáno ještě Stabat Mater). Existuje celá řada zhudebnění, nejčastěji se ale používá originální verze gregoriánského chorálu.
Martin Luther přeložil třetí sloku pod názvem Christ lag in Todes Banden, existují i jiné protestantské adaptace této písně.
Je psána v nepravidelných dvojveršových či tříveršových a čtyřveršových strofách, zčásti rýmovaných, zčásti pouze asonovaných. První tři sloky tvoří chvalozpěv na Krista, Beránka Božího, který svou obětí zvítězil nad smrtí, následuje dramatický dialog mezi apoštoly a sv. Marií Magdalenou, která jim oznamuje, že Kristus vstal z mrtvých a předešel apoštoly do Galileje (Mt 28, 7 (Kral, ČEP)). Poslední dvě sloky vyjadřují radost apoštolů ze zmrtvýchvstání.
Existuje několik českých překladů, katolický kancionál uvádí jeden barokní překlad pod číslem 406. Níže je uveden poněkud odlišný překlad F. Sušila.
Předposlední strofa, obsahující hanlivou zmínku o židech (která naráží na Mt 28, 13–15 (Kral, ČEP)), byla vypuštěna již v tridentském misálu.

## Text
| Latinský text | Doslovný český překlad | Český překlad F. Sušila (1836) |
| --- | --- | --- |
| Victimae paschali laudes immolent Christiani. Agnus redemit oves: Christus innocens Patri reconciliavit peccatores. Mors et vita duello conflixere mirando: dux vitae mortuus, regnat vivus. Dic nobis Maria, quid vidisti in via? Sepulcrum Christi viventis, et gloriam vidi resurgentis: Angelicos testes, sudarium, et vestes. Surrexit Christus spes mea: praecedet suos in Galilaeam. [Credendum est magis soli Mariae veraci Quam Judaeorum turbae fallaci.] Scimus Christum surrexisse a mortuis vere: tu nobis, victor Rex, miserere. Amen. | Velikonoční oběti chválu kéž vzdají křesťané. Beránek vykoupil ovce, Kristus nevinný s Otcem smířil hříšníky. Život a smrt zápasem se střetly zázračným, zemřelý kníže života živý vládne. Řekni nám, Maria, co jsi na cestě uviděla? Hrob Krista živého a slávu jsem viděla znovu vstalého. Andělské svědky, roušku a šaty. Vstal Kristus, má naděje a předejde své do Galileje. [Je třeba více věřit pravdomluvné Marii než lžím davu židů.] Víme, že Kristus vstal v pravdě z mrtvých, vítězný Králi, smiluj se nad námi. Amen. | Obětujte Beránkovi, obětujte Mu zpěv nový. On své ovce smrti zbavil, u Otce jim pokoj zpravil. Smrť a život stály polem, podivný boj vedouc spolem. Života pak umřev vůdce vládne živý po té půtce. Pověz, pověz svatá Máři, co jsi zřela v ranní záři? "Andělské jsem zřela svědky, roucha potní i plachetky. Vstal Pán, čáka milovděká, v Galiléji na vás čeká." [Mariinu věřme vidu, zavrhnouc lež nectných Židů.] Vímeť, vstal Pán hodný chvály, smiluj vítězný se králi. |